# Odezia chaerophyllaria
Odezia chaerophyllaria là một loài bướm đêm trong họ Geometridae.